# Obidkhon Sobitkhony
Obidkhon Sobitkhony, ursprungligen Obid Nazarov (ryska: Обид Назаров, även känd som Obidkhon Qori Nazarov och Obidhon Nazrov), född 15 januari 1958 i Namangan, är en uzbekisk före detta imam och regimkritiker, tidigare efterlyst av Uzbekistan och Interpol. Han bodde 2006–2012 i Strömsund, där han var verksam som imam, och utsattes för ett mordförsök 23 februari 2012.

## Biografi

### I Uzbekistan
Nazarov utbildades på Islamiska institutet i Tasjkent till 1984. Under åren 1985 till 1990 arbetade han som imam i Tilla Sheikhs moské och blev 1990 imam i Tokhtoboymoskén i huvudstaden Tasjkent.
Nazarov blev avstängd från Tokhtoboymoskén år 1996 efter att öppet kritiserat de uzbekiska myndigheternas angrepp på andra regimkritiska imamer. Myndigheterna i Uzbekistan anklagade Nazarov för att främja wahabism, en riktning inom sunniislam och den form av islam som dominerar i Saudiarabien och som vill införa sharia. Wahabiterna benämner hellre sig själva som salafister.
I mars 1998 anklagade myndigheterna Nazarov för religiös extremism, terrorism och medlemskap i Uzbekistans islamiska rörelse (Islamic Movement of Uzbekistan), som förutom omfattande kriminell verksamhet har kopplingar till al-Qaida.
Efter att ha hållit sig gömd inom landet flydde han 1999 till Sjymkent i grannlandet Kazakstan. Därifrån flydde han vidare hösten 2005.
I februari 1999 blev Nazarov internationellt efterlyst av Interpol efter att myndigheterna i Uzbekistan hade utfärdad en arresteringsorder med uppgifter om att han har varit chefsideolog för Uzbekistans islamiska rörelse, som har kopplingar till den islamistiska och politiska rörelsen Hizb ut-Tahrir.
Nazarov uppger att flera i hans familj greps och fängslades i samband med hans flykt. Hans fru som också greps släpptes efter tio dagar och bor nu i Strömsund.

### I Sverige
Obid Nazarov fick permanent uppehållstillstånd i Sverige 2006, som kvotflykting via FN:s flyktingkommissariat Han har därefter[när?] bytt sitt namn till Obidkhon Sobitkhony.
Nazarov har sedan 2006 varit imam i Strömsunds moské, som förespråkar en strikt fundamentalistisk och ortodox riktning inom islam, där bland annat förordar olika rättigheter för män och kvinnor. Nazarov fick en könssegregering till stånd inom Hjalmar Strömerskolans Sfi-undervisning, där det under en period fanns uppställda skärmar mellan män och kvinnor. Dessa togs bort efter en anmälan av skolan till DO. Nazarov har också arbetat som SO-lärare. 
Nazarov var 2010 en av de utpekade religiösa aktivisterna i en kampanj som fördes i Uzbekistan mot religiösa aktivister som regimen anser vara en stark hotbild för landets säkerhet. I dokumentärfilmen Khunrezlik (Blodsutgjutelse) som visats i uzbekisk statstelevision 27 maj 2010 berättar arresterade anhängare till Nazarov hur han från Sverige finansierat och organiserat terrordåd i Uzbekistan i juni och augusti 2009. De arresterade uppger också att imamen planerade terrordåd i Sverige.
Den 28 juli 2011 avfördes Nazarov från Interpols lista över efterlysta.

## Mordförsöket i Strömsund
Den 23 februari 2012 hittades Nazarov i en trappuppgång i Strömsund skjuten i huvudet med tre eller fyra kulor. Polisen rubricerade i början av mars brottet som försök till mord. Från juli samma år var hans tillstånd stabilt men han förblev i koma i över två år och vaknade upp i augusti 2014.
Den 15 maj 2012 häktades ett gift par i 30-årsåldern, båda födda 1981, på sannolika skäl misstänkta för medhjälp till mordförsöket på Nazarov. En uzbekisk man, folkbokförd i Hässelby i Stockholm, blev genast misstänkt för mordförsöket. 
Den 6 juli åtalades det gifta paret för medhjälp till mordförsök i Östersunds tingsrätt. Paret friades 26 juli 2012. Domen slog dock fast att paret har hjälpt den misstänkte attentatsmannen. Tingsrätten skriver i sin dom att den förklaring paret lämnat är rimlig och att åklagaren inte har kunnat visa att de haft som uppsåt att främja brott. Den uzbekiske medborgaren som åtalades för dådet dömdes till livstids fängelse.